# Maximiliano do México
Maximiliano de Habsburgo-Lorena (nascido Ferdinand Maximilian Joseph Maria, Viena, 6 de julho de 1832 – Santiago de Querétaro, 19 de junho de 1867) foi o único monarca do Segundo Império Mexicano (1863–1867). Era o irmão mais novo do imperador Francisco José I da Áustria. Após uma distinta carreira na marinha austríaca, ele aceitou a oferta de Napoleão III da França para ascender ao trono mexicano. Os franceses haviam invadido o México no inverno de 1861, como parte de uma intervenção armada internacional. Tentando legitimar sua dominância em parte das Américas, Napoleão III convidou Maximiliano a ocupar o trono mexicano. Foi apoiado pelo exército francês e por conservadores mexicanos que estavam descontentes com a administração liberal do presidente Benito Juárez. Maximiliano se declarou Imperador do México em 10 de abril de 1864.
O novo Império Mexicano rapidamente ganhou reconhecimento de algumas das principais potências europeias, como a Rússia, a Áustria e a Prússia. Os Estados Unidos, contudo, continuaram a reconhecer Benito Juárez como o legítimo presidente do México. Enfrentando enorme resistência das forças republicanas leais a Juárez, Maximiliano nunca conseguiu consolidar seu poder por todo o território mexicano. Com o término da Guerra Civil Americana em 1865, os Estados Unidos começaram a fornecer apoio direto e substancial para o presidente Juárez e seus comandados. Os estadunidenses viam com muito maus olhos qualquer intervenção europeia em assuntos do continente americano e consideravam o México uma parte vital da sua esfera de influência na região. Isso piorou consideravelmente a posição de Maximiliano I e a situação começou a ficar insustentável a partir de 1866 quando as tropas franceses começaram a se retirar do México. Seu império autoproclamado rapidamente entrou em declínio e sem contar mais com apoio interno ou externo, foi capturado e executado por forças do governo republicano mexicano em 1867. Sua esposa, Carlota da Bélgica, conseguiu fugir para a Europa a fim de conseguir angariar apoio para o regime do marido, mas sem qualquer sucesso; após a execução de Maximiliano, ela teve um colapso mental.

## Primeiros anos

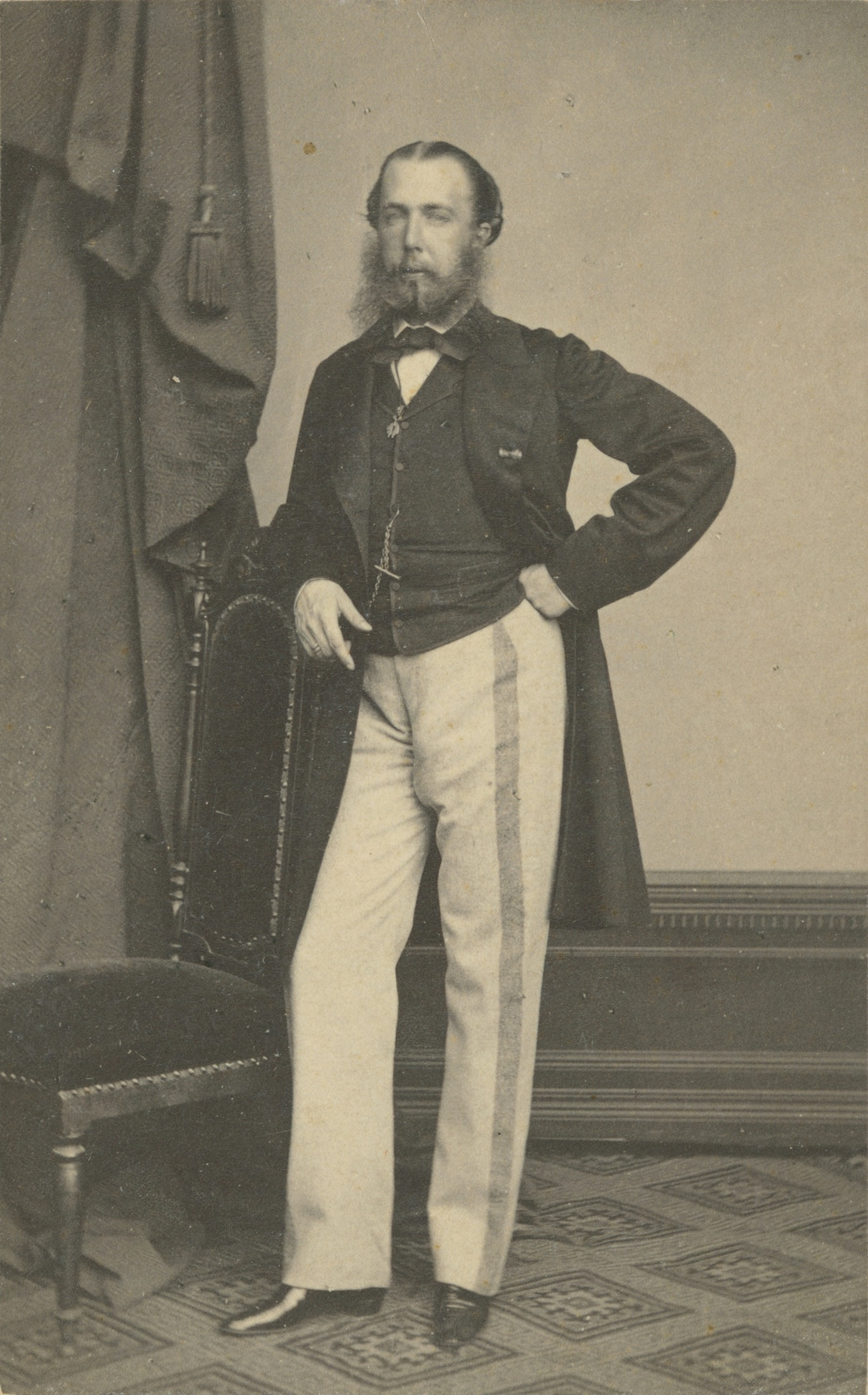
Maximiliano em 1857.

Fernando Maximiliano José de Habsburgo-Lorena nasceu no Palácio de Schönbrunn, na capital austríaca. Era o segundo filho varão do arquiduque Francisco Carlos e da princesa Sofia da Baviera. No entanto, há boatos de que Maximiliano era, na verdade, filho biológico de Napoleão II (falecido em 1832), filho de Napoleão Bonaparte e de sua segunda esposa, Maria Luísa da Áustria.
Sofia e Napoleão II, titulado como duque de Reichstadt, tinham uma amizade íntima que provocava rumores na corte, os quais a arquiduquesa jamais se preocupou em desmentir. Quando ela engravidou pela segunda vez, Napoleão II morreu de tuberculose.
Em Trieste, Maximiliano foi marinheiro por vários anos, vivendo bastante tempo em alto-mar; colaborou no triunfo de sua nação na guerra contra a Itália. Tendo conhecido a princesa D. Maria Amélia de Bragança, filha de D. Pedro I do Brasil (IV de Portugal) e D. Amélia de Leuchtenberg, ele teria planejado um matrimônio, mas D. Maria Amélia faleceu precocemente na Ilha da Madeira, em 1853. De luto com esta perda, Maximiliano passou a usar um anel contendo um cacho de cabelo da falecida princesa.
Em 27 de julho de 1857, Maximiliano contraiu matrimônio com Carlota da Bélgica, a única filha do rei Leopoldo I da Bélgica. O casamento, contudo, só ocorreu por interesses econômicos, pois ele precisava urgentemente de dinheiro para pagar suas dívidas da construção do Castelo de Miramare em Trieste, na costa

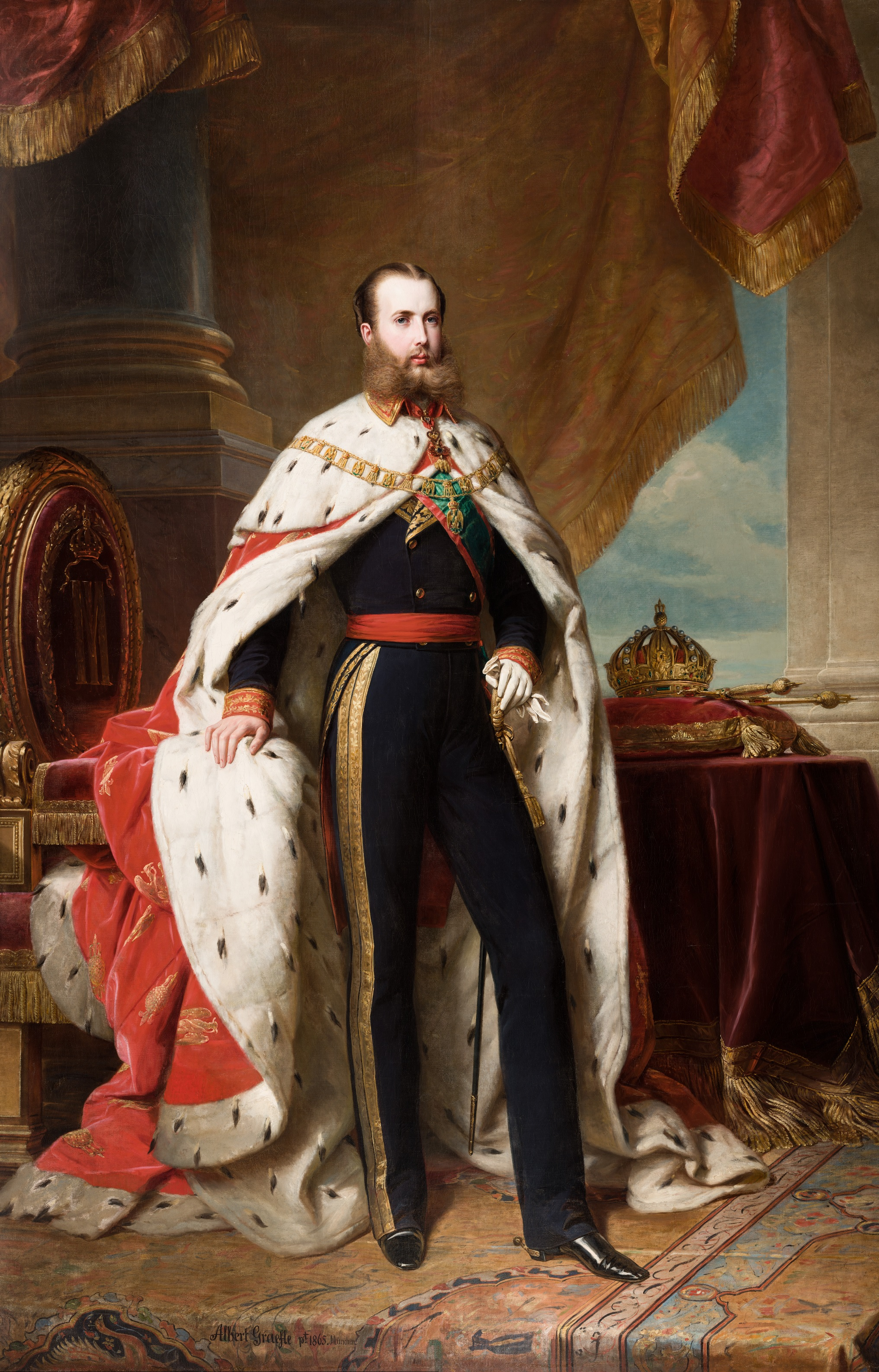
Retrato de óleo de Maximiliano, por Franz Xaver Winterhalter (1864).

do mar Adriático. Para isso, utilizou o dote de Carlota.

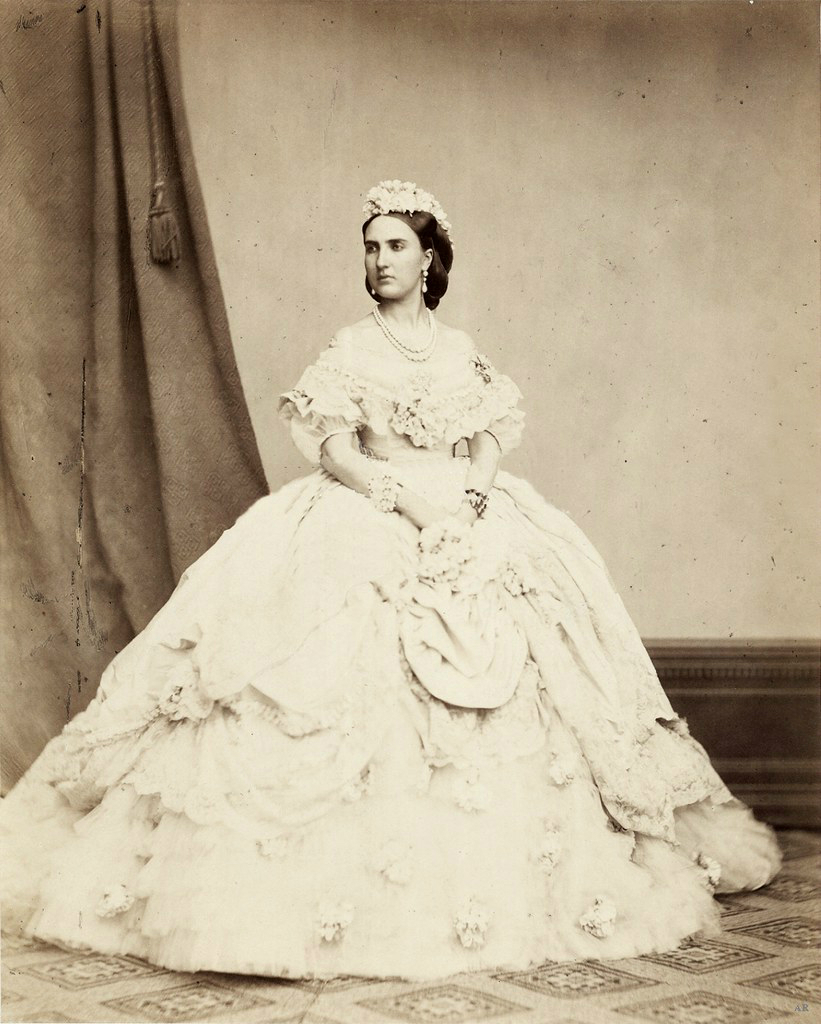
A imperatriz Carlota.

Leopoldo I pressionou o imperador Francisco José I, irmão de seu genro, para que concedesse a Maximiliano o cargo de vice-rei do Reino Lombardo-Vêneto. Assim, ele completaria suas ambições dinásticas para sua filha. Viveram então na cidade de Milão até 1859, quando o imperador retirou-o do posto porque os planos de guerra não estavam nos ideais liberais de Maximiliano. Pouco a pouco, a Áustria-Hungria perdeu suas possessões na Itália, e o arquiduque decidiu retirar-se da vida pública em seu castelo de Miramare.

## Imperador
Em 1859, Maximiliano foi abordado por monarquistas mexicanos para reivindicar o trono do país. Como a Casa de Habsburgo já tinha governado o país através do Vice-Reino da Nova Espanha, Maximiliano teria assim legitimidade para se tornar o monarca do México. Ele inicialmente negou, mas quando a França conseguiu invadir e ocupar grandes partes do México, Maximiliano decidiu reconsiderar. No final, ele acabou sendo persuadido pelo imperador francês Napoleão III e aceitou o pedido dos realistas mexicanos a aceitar a coroa do recém-fundado Império Mexicano (1864-1867).
"É difícil imaginar, hoje, o quanto o México fascinava a Europa em meados do século XIX. Naqueles anos de otimismo e audácia inusitados, os intelectuais já estudavam os maias e os astecas, sua escrita misteriosa e seus monumentos enigmáticos.(…) Os franceses passaram a imaginar um tipo de efeito dominó: depois do México, haveria um modelo a ser seguido por quase todas as ex-colônias tornadas repúblicas nas Américas. Desse modo, seria possível “civilizar e monarquizar” aqueles Estados, conforme a expressão da imperatriz Eugênia, que já via na região lugar para instalar tronos para a numerosa nobreza europeia e seu excesso de príncipes. Assim surgiu no império francês o projeto de criação de uma grande monarquia católica no México, tão poderosa quanto a República protestante dos Estados Unidos. Deixado livre, o projeto virou sonho, e o sonho se perdeu no exagero. Por desinformação ou paixão pelo próprio projeto, Napoleão III achou por bem propor à Áustria que o arquiduque Maximiliano, irmão do imperador do país, fosse levado ao trono no México. O que se seguiu foi a ocupação do México pela França, numa luta que de saída registrou mil baixas no exército invasor.(…) Os franceses descobriram que o México tinha um exército e um povo que, ao contrário da conversa palaciana de Paris, não estava à espera de um salvador nem se levantaria contra um dos seus. Para salvar a honra nacional francesa, porém, era preciso ficar na ex-colônia, ir até o fim. A chegada de reforços possibilitou o difícil avanço europeu até a tomada da Cidade do México, em junho de 1863."

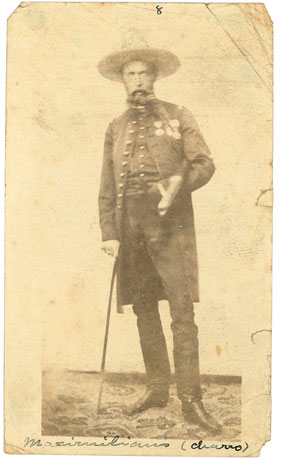
Imperador Maximiliano I com um "sombrero", acessório típico do México.

A Aventura de Maximiliano de Habsburgo - como foi chamada no México - não passou de um triste episódio de interesses criados, ingenuidade e desespero. Os conservadores viram em sua pessoa a possibilidade de manter um sistema político que lhes era cômodo e que lhes parecia seguro por contar com o apoio da França, da Inglaterra e da Santa Sé. O arquiduque austríaco, por sua vez, de certo modo condenado a ser sempre o irmão do imperador da Áustria, aceitou o papel que lhe era oferecido desempenhar em um país completamente desconhecido para ele e submerso numa profunda crise política.
Em meio à crise e aos inúmeros conflitos, ele se voltou para o primo-irmão, o imperador D. Pedro II do Brasil:
"O sonho do arquiduque Maximiliano, subitamente lançado ao posto de imperador do México, incluía D. Pedro II e uma poderosa aliança com o Brasil. Mas nunca chegou nem perto de se realizar. Em apenas três anos, desmoronou e virou tragédia.(…) Quatro anos antes, Maximiliano havia se encontrado pessoalmente com D. Pedro II. Numa viagem à América do Sul, fora recebido pelas princesas Isabel e Leopoldina em Petrópolis, e depois rumara até o Espírito Santo para ver o imperador. Amante da botânica e da zoologia, aproveitou a viagem para explorar a natureza tropical. Dizem que levou espécimes de aves, insetos e plantas para a sua coleção particular. Mas agora a boa vida tinha acabado. À frente do Império mexicano, pressionado por todos os lados, não tardou em escrever para o seu primo brasileiro. As cartas alternavam comentários formais com mensagens de cunho pessoal. Elas revelam as estratégias usadas pelo imperador mexicano para se aproximar do Brasil. Tratando o primo brasileiro por “irmão”, Maximiliano não poupa elogios ao governo que, segundo ele, “desperta a inveja do Novo Mundo”, e evoca possíveis afinidades entre seus impérios: “Tenho pensado nas similaridades que reinam entre nossos dois países e todo o meu desejo é seguir a via traçada por Vossa Majestade para obter bons resultados”. No afã de criar vínculos econômicos e diplomáticos com o Brasil, Maximiliano condecorou D. Pedro II com o Colar da Águia Mexicana, da Ordem das Grandes Cruzes. Este prêmio só havia sido concedido até então aos soberanos da Áustria e da Rússia. Como retribuição, o imperador brasileiro condecorou a imperatriz Carlota com as insígnias da Ordem Imperial. A imprensa brasileira, contudo, ignorou solenemente o gesto diplomático: os jornais não registram nenhuma menção ao intercâmbio de medalhas. Um projeto pessoal de Maximiliano também justificava suas investidas. O imperador queria consolidar a hegemonia de dois grandes impérios dos Habsburgo na América, recuperando o prestígio da dinastia. Para isso, pretendia casar seu irmão, o arquiduque Luís Victor, com a filha mais velha de Pedro II, a princesa Isabel, herdeira do trono do Brasil. Mais uma vez os planos de Maximiliano não deram resultado. O imperador austríaco Francisco José soube do plano e não o considerou um bom negócio. Estava mais interessado no futuro europeu da dinastia, e pressionou Luís Victor a desistir. Mesmo depois das várias tentativas de aproximação, até o começo de 1865 o Brasil ainda não havia reconhecido oficialmente o Império do México. Maximiliano, então, mudou de estratégia: passou a investir no envio de diplomatas ao Brasil. A representação diplomática no Rio de Janeiro passou a ter a mesma importância que tinham as de Viena, Bruxelas, Paris e Roma. Para defender os interesses mexicanos no Brasil, foi escalado D. Pedro Escandón, advogado e agente comercial, filho de uma das famílias mais ricas do México. Ao chegar, em janeiro de 1865, Escandón logo percebeu o pouco entusiasmo de D. Pedro II e o desprezo cínico que a imprensa devotava ao Império mexicano. Mas os ventos pareciam anunciar tempos melhores. No mês seguinte, Escandón foi recebido pelo imperador do Brasil no Palácio de São Cristóvão, em audiência pública e com todas as pompas. Seguro de que este reconhecimento de Pedro II serviria de fundamento para uma aliança de interesses entre os impérios americanos, Escandón discursou, entusiasmado, dizendo que era preciso “conservar inalteráveis as preciosas relações que sempre devem existir entre dois povos irmãos, identificados em origem, raça, crenças e governo, falando línguas diferentes, mas compreendendo-se facilmente, porque a cordialidade expressa seus pensamentos e simpatias”. Pedro II se limitou a agradecer a prova de amizade de seu “irmão e primo, o imperador do México”. Depois da audiência, Escandón ainda tentou consumar um tratado de comércio com o Império do sul, e propôs que se enviasse um representante brasileiro ao México. Tudo o que conseguiu, no entanto, foram respostas evasivas."

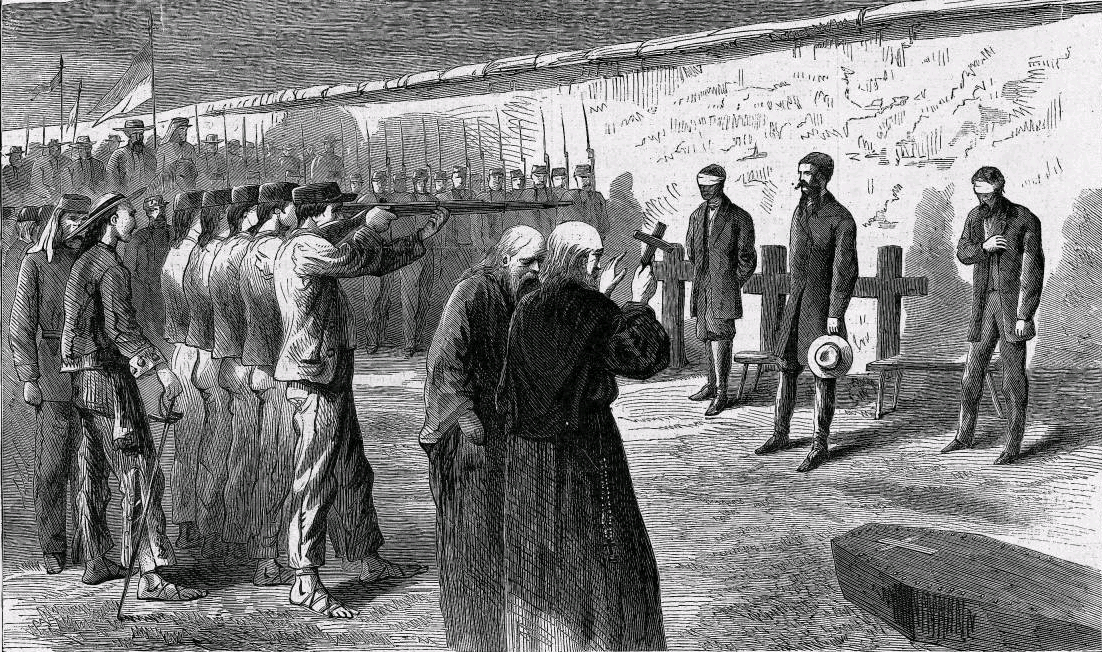
Desenho da execução do imperador Maximiliano e de seus generais, Tomás Mejía e Miramón, fuzilados em Santiago de Querétaro, no México, em 19 de junho de 1867.

Devido a suas tendências liberais, Maximiliano logo perdeu o apoio dos conservadores. Foi alvo da hostilidade dos seguidores de Benito Juárez, os republicanos, ao ordenar a execução sumária de seus líderes (1865). A única proteção de Maximiliano era a presença de tropas francesas.
"Por sua vez, o presidente deposto, Benito Juárez, seguia vivo e em liberdade. Seus partidários controlavam boa parte do México e, apesar de alguns sucessos, o exército francês estava acossado pela guerrilha que ia ganhando terreno. Em 1865, ficou claro que era impossível ganhar aquela guerra. O golpe de misericórdia sobre a monarquia veio dos Estados Unidos. Desembaraçado da Guerra de Secessão, o governo americano se recusou a reconhecer o imperador Maximiliano e exigiu a retirada das tropas francesas. A alternativa seria a guerra. Napoleão III calculou o prejuízo de uma guerra e, em fevereiro de 1866, escreveu: “Minhas intenções assim se resumem: evacuar o mais depressa possível, mas fazer tudo que estiver ao nosso alcance para que a obra que fundamos não desmorone no dia seguinte ao da nossa partida”. Com Maximiliano rifado interna e externamente, Juárez avançou e não tardou a chegar à capital mexicana. Desprezando os conselhos de Napoleão III, Maximiliano recusou-se a abdicar. Em 15 de maio de 1866 foi preso na cidade de Querétaro. Os guerrilheiros lhe propuseram a fuga, que ele chegou a aceitar, mas mudou de ideia – dizem que amava o país. Condenado à morte, foi executado no dia 19 de junho de 1867. Suas últimas palavras teriam sido: “Viva o México!”

Com o fim da Guerra Civil Americana, o governo dos Estados Unidos começou a pressionar a França a se retirar do México. Em 1866, as forças francesas começaram a evacuação e Napoleão III aconselhou Maximiliano I a abdicar e fugir, o que ele recusou. Maximiliano se via numa posição cada vez mais precária. Contudo, mesmo sem apoio interno ou externo, ele assumiu pessoalmente o comando de seus soldados e tentou resistir, mas não conseguiu virar a maré do conflito contra os republicanos. Após um cerco em Santiago de Querétaro, foi capturado, aprisionado, julgado por uma corte marcial e fuzilado juntamente com seus generais Tomás Mejía e Miguel Miramón.

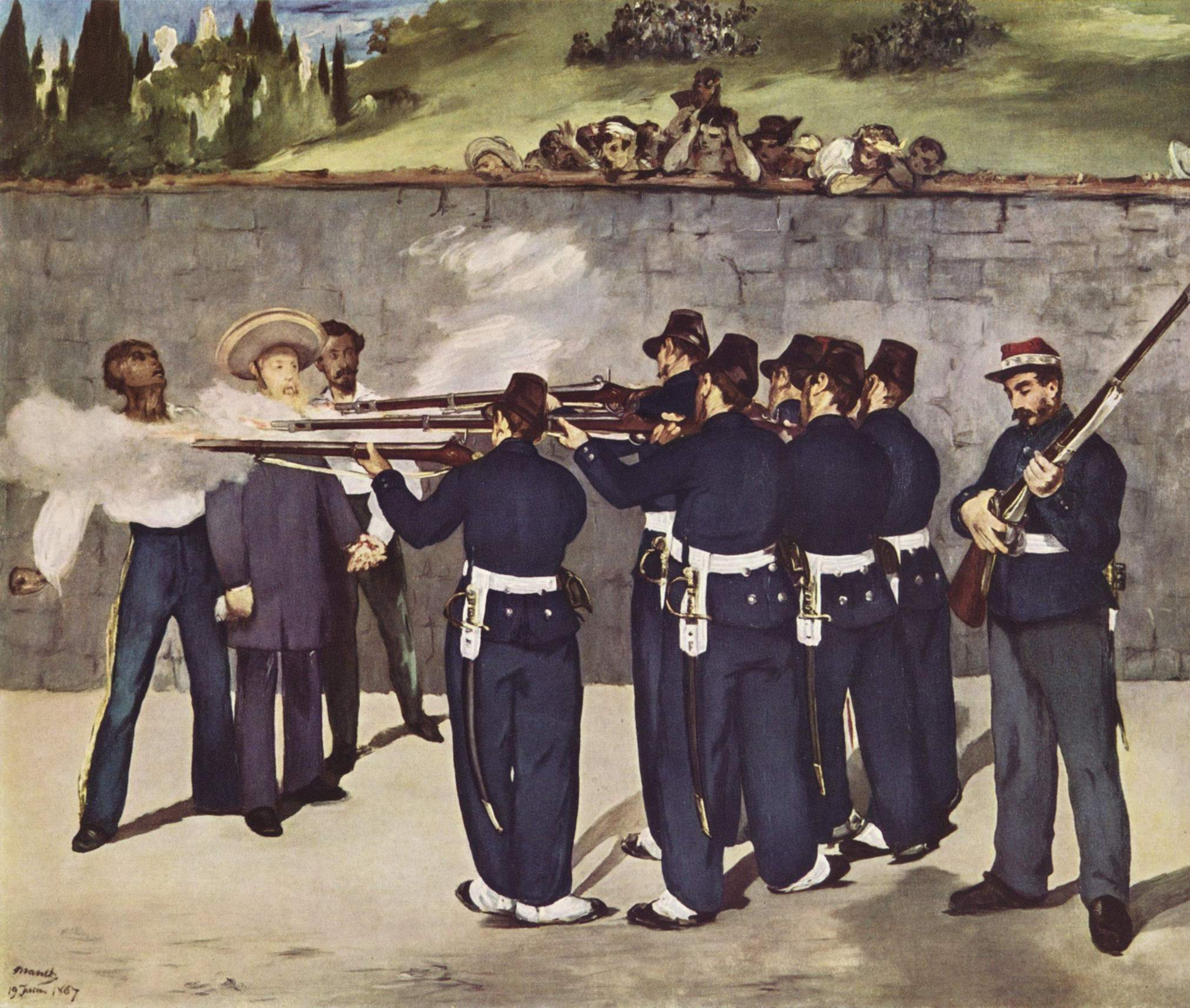
A execução do Imperador Maximiliano do México, Édouard Manet, 1868.

Com sua morte, a pretensão ao trono mexicano foi reivindicada por dois ramos distintos. Os Habsburgo-Itúrbide, por adoção dos netos do primeiro imperador do México Agustín de Itúrbide, e outro ramo os Habsburgo-Gueroust.
Maximiliano I governou o México por menos de quatro anos a partir do Castelo de Chapultepec. Ele tentou implementar políticas liberais, o que alienou sua base de apoio conservadora. Tentou financiar casas para os mais pobres, perdoou dívidas dos camponeses, reduziu a jornada de trabalho do povo e também baniu o trabalho infantil. Apesar de ter tentado implementar reformas populistas, acabou nunca sendo popular entre o povo mexicano e muitos celebraram sua morte, especialmente os republicanos. A avaliação dele perante os historiadores é controversa, com muitos o louvando por suas reformas e outros o condenando como um político ineficaz.

## Posteridade
Logo após sua execução, o acontecimento foi imortalizado por Manet, que acompanhara toda a aventura e desventura deste Habsburgo na América do Norte.
"A notícia do fuzilamento de Maximiliano mal acabava de chegar a Paris quando Édouard Manet, cujas obras anteriores já tinham provocado muita discussão na sociedade francesa, se põe a trabalhar sobre o evento. Republicano convicto, contrário à ambiciosa política de Napoleão III que no México registrara mais um fracasso, o pintor produz, entre 1867 e 1869, três pinturas em escala monumental, um esquete a óleo e uma litografia retratando a execução. Feita com base em relatos escritos, gravuras e fotografias sobre o acontecimento assim como chegavam à França, escapando à censura do governo, a série mostra uma evolução na forma como Manet narra pictoricamente os fatos.  No primeiro óleo, os soldados do pelotão de execução vestem uniformes de guerrilheiros mexicanos, enquanto já a partir da segunda tela o pintor muda os uniformes para que pareçam os do exército francês, sublinhando a crítica ao governo de seu país. O imperador enverga um chapéu mexicano, como o da fotografia tirada alguns meses antes da execução por um fotógrafo não identificado. Na pintura final, a obra de maior proporção e a definitiva, Manet acrescenta uma paisagem no fundo, com espectadores que retira de “Tourada”, uma de suas telas anteriores.(…)A litografia foi banida pelas autoridades e as telas nunca exibidas em Paris durante a vida do pintor. Ainda hoje são conservadas em museus estrangeiros (Boston, Londres, Copenhague e Mannheim/Alemanha)."

## Títulos e honrarias
|  |  |

### Títulos e estilos
- 6 de Julho de 1832 – 10 de Abril de 1864: "Sua Alteza Imperial e Real, o Arquiduque Maximiliano da Áustria,
Príncipe da Hungria, Croácia e Boêmia".
- 6 de Setembro de 1857 - 10 de Abril de 1859: "Sua Alteza Imperial e Real o Vice-Rei de Lombardia-Veneto".
- 10 de Abril de 1864 – 15 de Maio de 1867: "Sua Majestade Imperial, o Imperador do México".

### Condecorações mexicanas
Maximiliano era Grão-Mestre das seguintes ordens de cavalaria:
- Ordem de Guadalupe;
- Ordem da Águia Mexicana;
- Ordem de San Carlos.

### Condecorações estrangeiras
- Cavaleiro da Ordem do Tosão de Ouro -  1852
- Grande Cruz da Ordem de Santo Estêvão -  1856
- Cavaleiro da Ordem da Fidelidade
- Cavaleiro da Ordem de São Humberto -  1856
- Grande Cordão da Ordem de Leopoldo -  1857
- Grande Cruz da Imperial Ordem do Cruzeiro
- Grande Cruz da Ordem de Henrique, o Leão
- Cavaleiro da Ordem do Elefante -  1866
- Grande Cruz da Legião de Honra
- Grande Cruz da Ordem do Salvador
- Cavaleiro da Ordem de São Jorge
- Grande Cruz da Real Ordem Guélfica
- Grande Cruz da Ordem de Luís
- Grande Cruz da Ordem de Filipe, o Magnânimo
- Grande Cruz da Ordem de Pio IX
- Cavaleiro da Ordem do Santo Sepulcro
- Cavaleiro da Ordem da Anunciação -  1865
- Grande Cruz da Ordem Soberana e Militar de Malta
- Grande Cruz da Ordem Neerlandesa do Leão -  1856
- Grande Cruz da Ordem da Torre e Espada -  1852
- Cavaleiro da Ordem da Águia Negra -  1866
- Grande Cruz da Ordem da Águia Vermelha -  1852
- Cavaleiro de todas as Ordens de Cavalaria da Rússia
- Cavaleiro da Ordem da Coroa de Ruda -  1852
- Grande Cruz da Ordem do Serafim
- Grande Cruz da Ordem de São José
- Grande Cruz da Ordem de São Fernando e do Mérito
- Grande Cruz da Ordem de São Januário